# منصوره حسینی
منصوره حسینی (زاده ۱۰ شهریور ۱۳۰۵ – درگذشته ۲۶ خرداد تا ۸ تیر ۱۳۹۱) نقاش، پیکرساز، و نقاد هنری ایرانی بود.

## زندگی‌نامه
منصوره حسینی زادهٔ سال ۱۳۰۵ در تهران است. او در سال ۱۳۲۸ لیسانس نقاشی خود را از دانشکده هنرهای زیبای دانشگاه تهران دریافت کرد. سپس  با ادامه تحصیل در آکادمی هنرهای زیبای رم، در سال ۱۳۳۸ از این دانشکده فارع التحصیل شد. هنگامی که منصوره حسینی در دانشکده هنرهای زیبا آموزش خود را آغاز کرد، این دانشکده چهار، پنج سال بیشتر نداشت. استادان منصوره حسینی، حیدریان، وزیری، صدیقی، مقدم، رولان دوبرول و مارت سلستین آیو (خانم امین‌فر) بودند. در اندک هنگام، منصوره حسینی با پژوهش بسیار از بند آموخته‌های خشک دانشکده رهایی می‌گیرد و شیفته آزادی سبک‌های امپرسیونیست‌ها (دریافتگری) و پست امپرسیونیست‌ها (پسا دریافتگری) می‌شود. 
 «مادام آشوب مرا تشویق می‌کرد، ولی حیدریان متلک می‌پراند و می‌گفت سزانـَک شده‌ای، در حالی‌که من اصلاً سزان را نمی‌شناختم و سال‌های آخر دانشجویی بود که کم‌کم با کارهای او آشنا شدم.»

بعد از فارغ‌التحصیلی از دانشگاه (۱۳۲۸) به‌عنوان نقاشی نوگرا فعالیت خود را ادامه می‌دهد و در چند نمایشگاه گروهی نیز شرکت می‌کند و سرانجام در اسفند سال ۱۳۳۳ برای ادامه تحصیل به ایتالیا می‌رود. در آکادمی هنرهای زیبای رُم پذیرفته می‌شود و اجازه می‌یابد تا در سال دوم نام‌نویسی کند. استاد راهنمای او امریکو بارتولی است که در نقاشی فیگوراتیو شیوه‌ای آزاد دارد.
در ایتالیا او، همانند بسیاری دیگر از نقاشان ایرانی آموزش دیده در آکادمی رم، از مکتب نقاشی رم (یا به ویژه شاخه‌ای از اکسپرسیونیسم آرام) تأثیر گرفت. بی‌گمان هماهنگی احساس او با زیباشناسی مکتب رم نیز در این میانه بازیگر بود. در سال ۱۳۲۵ منصوره از نخستین هنرمندان ایرانی است که در دوسالانه ونیز حضور پیدا می‌کند. در سال ۱۳۳۶ نگارخانه «وانتاجو» در شهر رم نمایشگاهی از ۱۹ پردهٔ نقاشی او را به تماشا می‌گذارد و «گزارشگر هنری روزنامه دومنیکا در این باره نوشت: به‌نظر می‌رسد که منصوره، نقاش آینده‌دار ایرانی و میهمان عاشق رم، هوشمندانه از «مکتب رم» بهره گرفته و حال و هوای نقاشی ما را با پیچیدگی تزیینی و خیالی نقاشی قدیم ایرانی درآمیخته‌است.»

کارهایش را در نمایشگاه‌های انفرادی و گروهی بسیاری در ایران، ایتالیا، چکسلواکی، یوگسلاوی و از جمله دوسالانه‌های تهران (۱۳۳۷ تا ۱۳۴۵) دوسالانه (بی‌ینال) ونیز (۱۳۳۵)، چهارسالانه رم (۱۳۳۷) نشان داد و چند جایزه از جمله: نمایشگاه «نقاشان آسیایی در رم» (۱۳۳۷)، مسابقه ثبت زیبایی‌های رُم (۱۳۳۸)، مسابقه نقاشی از مناظر شهرستان جووانی کامپانو (۱۳۳۸)، نمایشگاه ملی هنر معاصر «الهام از حیات نبات» (۱۳۳۸)را برنده شد.
کارهای او در نمایشگاه مروری بر آثار در فرهنگسرای نیاوران ۱۳۷۷ و پنجمین نمایشگاه «پیشگامان نوگرایی در ایران» در موزه هنرهای معاصر ایران (۱۳۸۳) نشان داده شده ست.

منصوره حسینی افزوده بر کارهای نقاشی در روزنامه‌ها و مجلات هنری نقدهای اندیشه‌برانگیز و پرمایه دربارهٔ نقاشی و هنرمندان نقاش قلم می‌زد. او در نقدی بر نمایشگاه گویا و خاموش گیتی نوین در بخش هنر و اندیشه روزنامه کیهان زیر عنوان؛ چرا نمایشگاه بیننده ندارد نوشت:  شب افتتاح نمایشگاه‌ها، داستانی دیگر است، دوستان نقاش برای دیدن یکدیگر و احیاناً خود نقاش جمع می‌شوند و گفتگو می‌کنند. گاهی پشت به دیواری که تابلوها نصب شده دارند و گاهی در باب انجام وظیفه، لیوان بدست، نیم نگاهی هم به تابلوها می‌اندازند. البته اگر بتوان از زاویه سرها و شانه‌ها و در آن ازدحام راهی برای بیم نگاه… یافت.

روزهای دیگر، خلوت‌ترین مکان، برای فکر کردن، برای کتاب خواندن و احیاناً برای دیدن تابلو، گالری و نمایشگاه است. برای بینندهٔ کنجکاو و علاقه‌مند، این خلوت و اینکه تنها بیننده باشد، صدایی و کلامی و دیگری، گشت و گذار و حضور ذهن او را مختل نکند، بزرگ نعمتی است. نعمتی که فقط در مملکت ما می‌توان به آن دست یافت.

اما این نعمت.. گاهی گزش تلخ تاسفی را نیز همراه دارد… چرا نمایشگاه‌ها بیننده ندا رند. چرا گالری‌ها معمولاً آنقدر خالی است، جرا این متاع که در آفرینش آن ذهن و اندیشه بکار رفته، آنقدر بی مشتری است؟

از نمایشگاه گیتی ناو ران بدور می‌روم، نمایشگاه مجسمه‌ساز نامدار معاصر، هنری مور، در تالار جدید موزه ایران باستان نیز چنین بود، با اینکه بلیط ورودی نداشت و تماشا رایگان بود.. هربار که رفتم، تنها تماشاچی بودم.. تازه از فرنگ برگشته‌ای با تعجب پرسیده بود موضوع چیه؟ یعنی اصل کار هنری مور را می‌شود دید، این موضوع حاد‍ثهٔ قرنه، باید دم بگیرم، چه ساعتی خلوت تره… از راز چشم الکتریکی و تجهیزات نگهبانی دیگر برای محافظت این گنج سخن می‌گفت. با یک شاعر موج نو و سرشناس مان در راهروی سالن تآتر موزه صحبت می‌کنم: مجسمه‌های هنری مور را دیدی؟ می‌گوید کدوم؟ اون هیکل‌ها… آره.. اما من فکر کردم کار توئه.
..
گویا و خاموش تیتری شاعرانه بود بر نمایشگاه گیتی در گالری نگار. موضوع تابلوها اکثراً کوزه و طبیعت بی جان بود. کوزه‌هایی نظیر خام پخت‌های چالوسی، ره آورد شمال، گاهی دو یا سه شاخه گل و گاهی خالی.

گویا و خاموش، این نامگذاری را می‌پسندم، نه برای اینکه هنر پلاستیک را با پرداز شاعرانه صفت و کلمه پیوند زده باشم، بل برای اینکه طبیعت بیجان، اشیاء و گل‌ها با تمام بی‌جانی می‌توانند از غم، آرامش، مالیخولیا و ثبات سخن بگویند… در انتخاب موضوع تابلوها نوعی وحدت وجود داشت: نمایشگر شخصیت روشن و آگاه نقاش. در رنگ‌آمیزی تابلوها، انتخاب گام رنگ، که همان گام با کم و بیشی آشکار در تمام تابلوها بکار گرفته شده، از ثبات ذهن جستجوگر نقاش سخن می‌گفت.. 

پیکر منصوره حسینی در روز پنج شنبه، هشتم تیر ۱۳۹۱، ۱۵ روز پس از درگذشتش، توسط همسایگان پیدا شده و به پزشکی قانونی منتقل شد. او در سن ۸۴ سالگی و در سال ۱۳۹۰ نیز به دلیل بیماری قلبی و کهولت سن در بخش سی‌سی‌یو (ccu)بیمارستان شهدای تجریش بستری شده بود.

1. 
2. 
3. 
4. 

- منصوره حسینی از مقابل صبا به سمت خانه ابدی بدرقه می‌شود - خبرگزاری مهر
- «Hosseini, Mansoureh – Encyclopaedia Iranica».
- «منصوره حسینی، نقاش نوگرای ایرانی، در تنهایی درگذشت - BBC».